# 要塞司令部
要塞司令部（ようさいしれいぶ）は、大日本帝国陸軍の要塞の管理を掌る司令部である（明治41年軍令第2号要塞司令部条例）。
要塞司令部は、平時はあくまで官衙（役所）であり、師団長に隷属するものの軍隊である師団には含まれず、戦時において要塞戦備の下令があってはじめて部隊を指揮することになる（東京湾要塞司令部を例にすると、第1師団長に隷属し横須賀に在る東京湾要塞司令部は、平時には同じく横須賀に在って第1師団に所属する横須賀重砲兵連隊を指揮するわけではない）。
日中戦争が拡大化し、太平洋戦争開戦を翌年に控えた昭和15年（1940年）には、師団長の隷下を離れ、東部軍・中部軍・西部軍・北部軍に隷属し（外地は元々軍に隷属）、その後本土決戦に備えて第1総軍・第2総軍隷下の方面軍・軍に所属、また多くの要塞が海軍の鎮守府司令長官の指揮を受けるようになった。
大日本帝国陸軍の要塞司令部
括弧内は管轄師団長（外地は軍）・砲兵部隊
- 東京湾要塞司令部（第1師団・横須賀重砲兵連隊）
- 父島要塞司令部（第1師団）
- 津軽要塞司令部（第7師団・函館重砲兵大隊）
- 舞鶴要塞司令部（第16師団・舞鶴重砲兵大隊）
- 由良要塞司令部（第4師団・深山重砲兵連隊）
- 呉要塞司令部 → 広島湾要塞司令部（第5師団）
- 下関要塞司令部（第12師団）
- 豊予要塞司令部（第12師団）
- 長崎要塞司令部（第12師団・長崎重砲兵連隊）
- 佐世保要塞司令部（第12師団・佐世保重砲兵大隊）
- 壱岐要塞司令部（第12師団）
- 対馬要塞司令部（第12師団・鶏知重砲兵大隊。1936年に鶏知重砲兵連隊）
- 奄美大島要塞司令部（第6師団）
- 基隆要塞司令部（台湾軍）
- 澎湖島要塞司令部（台湾軍）
- 鎮海湾要塞司令部（朝鮮軍）
- 永興湾要塞司令部（朝鮮軍）
- 旅順要塞司令部（関東軍）